# Boldogasszonyfa
Boldogasszonyfa (kroatisch Gospojinci) ist eine ungarische Gemeinde im Kreis Szigetvár im Komitat Baranya.

## Geschichte
Boldogasszonyfa wurde 1344 erstmals urkundlich erwähnt.

## Geografische Lage
Boldogasszonyfa liegt gut zehn Kilometer nördlich der Kreisstadt Szigetvár. Nachbargemeinden sind Szentlászló und Bőszénfa.

## Sehenswürdigkeiten
- Römisch-katholische Kirche Sarlós Boldogasszony, erbaut 1830–1872 (Klassizismus), restauriert 1992–1994

## Verkehr
Boldogasszonyfa liegt an der Hauptstraße Nr. 67. Die nächstgelegenen Bahnhöfe befinden sich südlich in Szigetvár und nördlich in Kaposvár. Es bestehen Busverbindungen in beide Städte.